# 양자 전기역학
양자장론에서 양자 전기역학(量子電氣力學, quantum electrodynamics, 약자 QED)은 고전 전자기학을 양자화하여 얻는 이론이다. 가장 간단한 형태로는 전하를 가진 디랙 입자(전자, 쿼크 등)와 광자의 상호작용을 다루며, 자연스럽게 여러 맛깔의 디랙 입자와 여러 맛깔의 스칼라 입자 (중간자, 힉스 보손 따위), 벡터 입자(W보존 따위)로 확장할 수 있다. 고전전자기학과 같이, 아벨 군 U(1)을 바탕으로 하는 게이지 이론이다. 표준 모형의 일부이며, 현재 알려진 물리 이론 중 가장 정확하게 실험으로 검증되었다.

## 역사
리처드 파인만, 도모나가 신이치로, 프리먼 다이슨, 줄리언 슈윙거 등이 개발하였다. 프리먼 다이슨을 제외한 이 3명은 이 공로로 1965년 노벨 물리학상을 공동 수상하였다.

## 정의
양자 전기역학은 디랙 장(전자)에 질량이 없는 벡터 장(광자)을 최소 커플링하여 얻는다.
자유 디랙 스피너 장의 라그랑지언은 다음과 같다.
{\displaystyle {\bar {\psi }}(i\gamma ^{\mu }\partial _{\mu }-m)\psi .\,}
맥스웰 장(질량이 없는 벡터 장)의 라그랑지언은 다음과 같다.
{\displaystyle -{\frac {1}{4}}F_{\mu \nu }F^{\mu \nu }}
자유 디랙 스피너 장의 라그랑지언에서 모든 미분 연산자를 공변 미분으로 바꾸고, 여기에 맥스웰 라그랑지언을 더하면 양자 전자기학의 라그랑지언을 얻는다.
{\displaystyle {\mathcal {L}}={\bar {\psi }}(i\gamma ^{\mu }D_{\mu }-m)\psi -{\frac {1}{4}}F_{\mu \nu }F^{\mu \nu }.\,}
여기서 공변 미분은
{\displaystyle D_{\mu }=\partial _{\mu }+QieA_{\mu }.\,}
이다. 여기서 {\displaystyle Q}는 입자의 전하로, 전자의 경우 {\displaystyle Q=-1}이다.

## 같이 보기
- 공진기 양자 전기역학
- 콤프턴 산란
- 램 이동
- 포지트로늄
- 슈뢰딩거 방정식
- 슈윙거 모형
- 슈윙거-다이슨 방정식

## 참고 문헌
- 이재형 (1991년 4월). 《양자장이론》. 대우학술총서 자연과학 69. 민음사. ISBN 89-374-3569-1.
- 김영덕 (1991년 9월). 《양자 전기역학》. 민음사. ISBN 89-374-3566-7.
- Peskin, Michael E.; Daniel V. Schroeder (1995년 10월). 《An Introduction to Quantum Field Theory》. Westview Press. ISBN 0-201-50397-2. 2014년 9월 2일에 원본 문서에서 보존된 문서. 2013년 7월 16일에 확인함.
- Greiner, Walter; Joachim Reinhardt (2009). 《Quantum Electrodynamics》 4판. Berlin, Heidelberg: Springer. doi:10.1007/978-3-540-87561-1. ISBN 978-3-540-87560-4.